# Мађарски Семартон
Мађарски Семартон (рум. Sânmartinu Maghiar) насеље је у Румунији у округу Тимиш у општини Ујвар. Oпштина се налази на надморској висини од 77 m.

## Историја
По "Румунској енциклопедији" место је насељено 1806. године колонизацијом 100 мађарских породица из Сегедина. То је прва мађарска колонија у Банату коју је мађарска власт у Пешти основала. Насељеници су били у обавези да узгајају дуван.

## Становништво
Према подацима из 2013. године у насељу је живело 260 становника.

### Попис2002.
| Расподела становништва по националности 2002.‍ | Расподела становништва по националности 2002.‍ | Расподела становништва по националности 2002.‍ | Расподела становништва по националности 2002.‍ | Расподела становништва по националности 2002.‍ |
| --------------------------------------------- | --------------------------------------------- | --------------------------------------------- | --------------------------------------------- | --------------------------------------------- |
|                                               |                                               |                                               |                                               |                                               |
| Румуни                                        | Румуни                                        |                                               | 90                                            | 34,5%                                         |
| Мађари                                        | Мађари                                        |                                               | 171                                           | 65,5%                                         |